# American (canção)
American é uma canção da cantora e compositora Lana Del Rey. A canção aparece em seu terceiro extended play, Paradise.

## Antecedentes e composição
"American" gira em torno do fascínio de Del Rey como americana e ícones da cultura americana. [carece de fontes?] Alusões ao músico Bruce Springsteen são feitas através da letra: "Springsteen é o rei, você não acha?" Despreocupadamente, a cantora responde com: "Hell yeah" ou, no caso da menção de Elvis Presley, "Elvis is the best, hell yes".   Robert Copsey do Digital Spy disse que a influência de Springsteen estava repleta durante toda a canção e no álbum. 

## Recepção da crítica
Lancaster Online disse que, embora "American" se uniu com o tema do EP e exibido acima da média capacidade de composição de Del Rey, a música em si era "nada de especial".  Falando sobre o álbum, Carl Williot do Idolator elogiou o lirismo da faixa, destacando-o como um das mais fortes faixas do álbum.  A revista de música indie Drowned in Sound disse: "Os cantos de deslumbrantes  de "American"... vem quase como um reflexivo feminino sobre Springsteen, filtrada através de uma névoa dos cigarros, fumos de uísque e fumaça de exaustão".  Dando a canção uma crítica negativa, Slant Magazine notou que o "ajuste" dos Estados Unidos na mesma linha de canções de Born to Die com sua repetição rítmica.  So So Gay disse sobre "American":
| “ | Um caso muito mais contido é "American", com a sua qualidade quase de sonho. Ele explora alguns dos temas de marcas que temos vindo a associar Del [sic] Rey, abraçando o romance, a juventude despreocupadoa de uma forma suave e sedutora. Ela canta a sua maneira sedutora através do refrão: "Você me deixa louca/ Você me deixa selvagem/ Como um bebê/ Você me gira como uma criança/ Sua pele tão dourada e marrom? Seja jovem, sejam narcotizante, seja orgulhoso/ Como um americano". Isto é acompanhado por alguns instrumentos bonito, que constrói a um efeito de sintetizador, que fugazmente nos colocar em mente do início de Nelly Furtado. É um equilíbrio entre manter a gentileza e ainda fornecer o suficiente de uma compilação para manter o interesse. | ” |

## Desempenho nas tabelas musicais
A canção alcançou o número 84 no French Singles Chart, e estreou no número 151 na UK Singles Chart, e ficou na posição 29 no Rock Songs da Billboard

### Posições
| Parada (2012)                                 | Melhor posição |
| --------------------------------------------- | -------------- |
| França (SNEP)                                 | 84             |
| Reino Unido — UK Singles Chart                | 151            |
| Estados Unidos — Billboard Rock Songs         | 29             |
| Estados Unidos — Billboard Rock Digital Songs | 45             |